# 乙女瀑布
乙女瀑布（おとめのたき）是位於日本北海道札幌市手稻區手稻金山的瀑布，下游是星置川的星置瀑布。

## 介紹
乙女瀑布高度約為8公尺，分成兩段，水流較緩。JR北海道手稻站曾經以乙女瀑布的形象，設計及發行手稻區區制20周年紀念入場券。
交通方面，只要乘搭JR北海道巴士至「手稻礦山」站，沿行人路徒步走25分鐘（路程約1.4公里）便可到達。該郊外行人路是手稻山登山路徑之一的「手稻山北尾根路線」（又名乙女瀑布路線）。

## 外部連結
- （日語）手稻區見聞（页面存档备份，存于）
- （日語）札幌市官方旅遊網頁：瀑布
- （日語）自然步道：手稻山北尾根路線（页面存档备份，存于）